# Mr. Driller
Mr. Driller (ミスタードリラー?) è un videogioco arcade del 1999 sviluppato da Namco. Il videogioco rompicapo ha ricevuto conversioni per PlayStation, Dreamcast, Microsoft Windows, Game Boy Color e WonderSwan, oltre ad essere stato distribuito tramite PlayStation Network per PlayStation 3, PlayStation Portable e PlayStation Vita.

## Sviluppo
Mr. Driller è stato creato da Yasuhito Nagaoka e Hideo Yoshizawa. Originariamente ideato come il terzo capitolo di Dig Dug, il personaggio giocante del gioco è figlio della protagonista di Baraduke.